# فرهنگ ال‌جی‌بی‌تی

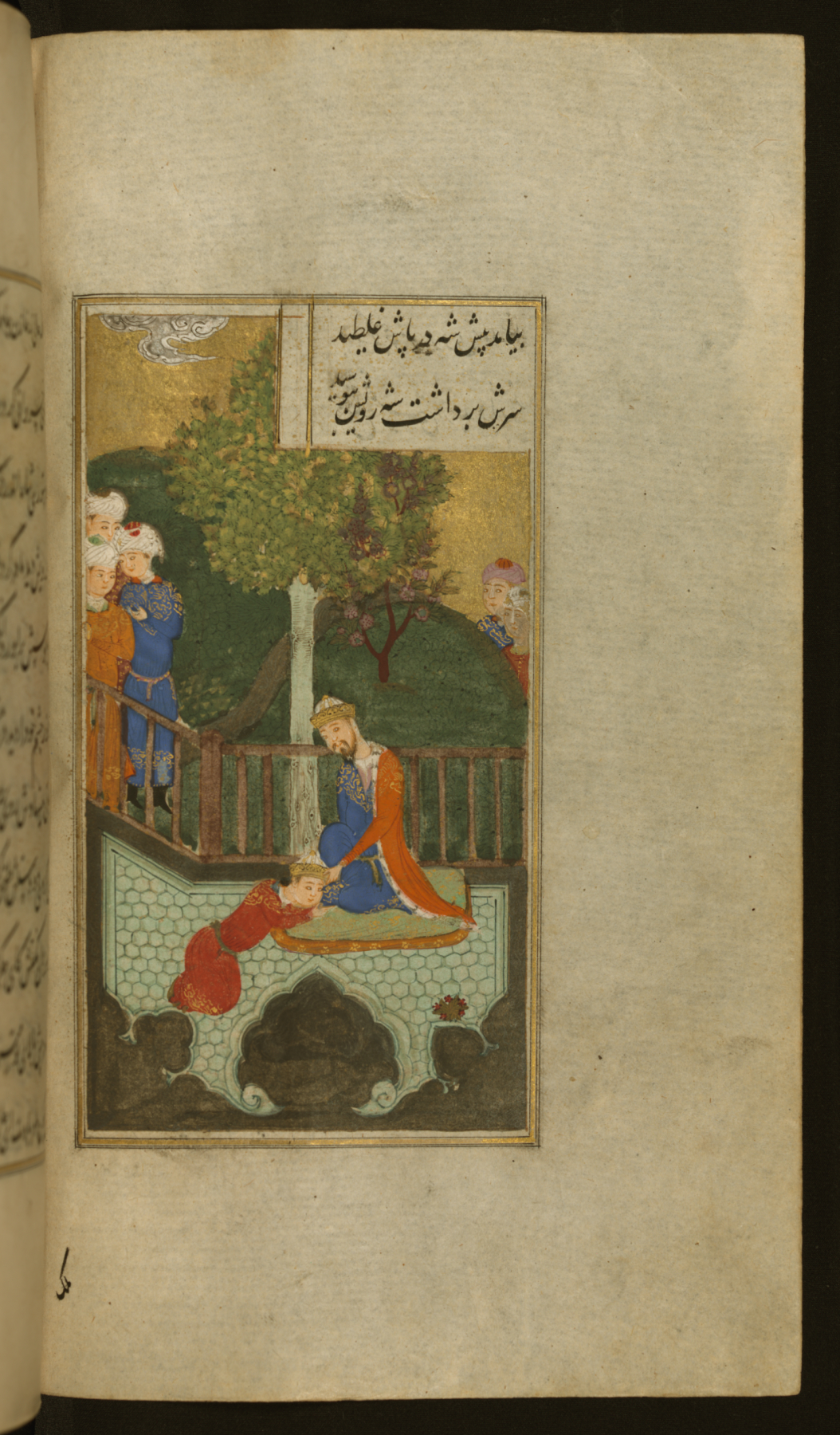
مهر و مشتری، یکی از نماد‌های فرهنگ ال‌جی‌بی‌تی در ادبیات فارسی است.

پرچم رنگین‌کمان که اغلب به عنوان نمادی برای فرهنگ ال‌جی‌بی‌تی استفاده می‌شود.

فرهنگ ال‌جی‌بی‌تی یک فرهنگ است که به همجنس‌گرایان، دوجنسگرایان، افراد تراجنسیتی و کوئیر اشاره دارد. گاهی اوقات از آن به عنوان فرهنگ کوئیر یاد می‌شود (به افرادی که کوئیر هستند)، در حالی که اصطلاح فرهنگ گی ممکن است برای «فرهنگ ال‌جی‌بی‌تی» یا به‌ طور خاص فرهنگ همجنس‌گرایی استفاده شود.
فرهنگ ال‌جی‌بی‌تی به طور گسترده‌ای با توجه به جغرافیا و هویت شرکت‌کنندگان متفاوت است. عناصر مشترک در فرهنگ افراد همجنس‌گرا، دوجنس‌گرا، تراجنسیتی و بیناجنس عبارتند از:
- آثاری از همجنس‌گرایان، دوجنس‌گرایان و تراجنسیتی‌های مشهور، از جمله:
  - سیاستمداران و هنرمندان معاصر ال‌جی‌بی‌تی مانند آلن تورینگ، لری کریمر، کیت هرینگ و روزا فون پراونهایم
  - شخصیت‌های تاریخی که به عنوان ال‌جی‌بی‌تی شناخته می‌شوند، اگرچه شناسایی شخصیت‌های تاریخی با اصطلاحات مدرن برای هویت جنسی بحث‌برانگیز است. با این حال، بسیاری از اعضای ال‌جی‌بی‌تی با این شخصیت‌های تاریخی و آثارشان احسا نزدیکی دارند.
- احساس تفاهم و همدلی با جنبش‌های اجتماعی دگرباشان جنسی
- چهره‌ها و هویت‌های موجود در جامعه ال‌جی‌بی‌تی؛ این‌ها ممکن است شامل درگ کینگ، درگ‌کوئین، رژه افتخار و پرچم رنگین‌کمان باشد.
- جامعه ال‌جی‌بی‌تی ممکن است مجموعه‌ای از جنبش‌های حقوق مدنی را برای حمایت از حقوق ال‌جی‌بی‌تی سازماندهی و حمایت کنند و یا خود را از عضوی از آن بدانند. در عین حال، برخی از افراد مشهور، فرهنگ ال‌جی‌بی‌تی را نمایندگی می‌کنند، و ممکن است در مواردی خاص از سازمان‌های ال‌جی‌بی‌تی حمایت قوی کنند؛ به عنوان مثال، مدونا ستاره موسیقی می‌گوید: «از من خواسته شد که در بسیاری از رویدادهای افتخار سراسر جهان اجرا کنم - من هرگز، هرگز نیویورک را رد نکردم.»[۱]

همه اعضای جامعه ال‌جی‌بی‌تی با فرهنگ ال‌جی‌بی‌تی همذات‌پنداری نمی‌کنند؛ این ممکن است به دلیل فاصله جغرافیایی، عدم آگاهی از وجود این خرده‌فرهنگ، ترس از انگ اجتماعی یا ترجیح به ناشناس ماندن باشد.
در برخی شهرها، به‌ویژه در آمریکای شمالی، برخی از دگرباشان جنسی در محله‌هایی با نسبت بالایی از ساکنان ال‌جی‌بی‌تی زندگی می‌کنند، که در این صورت به عنوان محله همجنس‌گرایان شناخته می‌شوند – نمونه‌هایی از این محله‌ها عبارتند از گرینیچ ویلج، هلز کیچن و چلسی در منهتن؛  کاسترو و وست هالیوود در کالیفرنیا، ایالات متحده؛ و چرچ و ولزلی در تورنتو، کانادا.
جوامع ال‌جی‌بی‌تی، علاوه بر رژه‌های افتخار، رویداد‌های ویژه‌ای برای جشن گرفتن فرهنگ خود، مانند بازی‌های همجنس‌گرایان ترتیب می‌دهند.